# مستويات الملاءمة
نعوم تشومسكي في عمله الأساسي جوانب نظرية النحو (1965)، قدم تسلسلاً هرميًا لمستويات الملاءمة لتقييم القواعد النحوية (نظريات لغات معينة) والنصوص (نظريات القواعد النحوية). 
وفقًا للقوة تتشكل هذه المستويات تصنيفًا للنظريات (قواعد اللغة الطبيعية تعد مثالا لهذه النظرية). قد يمتد هذا التصنيف بشكل عام إلى النظريات العلمية، ومن هناك امتد حتى إلى عالم جماليات الفن. هذه المقالات الحالية لا ينبغي الخلط معه لهذه العبارة كمصطلح تقني في نهاية المطاف مع استخداماتها اللغوية اليومية. 

## التحفيز
إن معيار «الفاعلية» المشار إليه في القسم السابق غير محدد إلى حد ما، ولكن قد يتضمن «الشمولية» و «الفعالية» والمكون العاطفي أيضًا. (يمكن القول إن الدافع وراء التصنيف هو أيضًا النظر في «الأناقة». وهذا لا ينبغي الخلط بينه وبين تطبيق التصنيف في مجال الجماليات). ونتيجة لميتاثيوري، أو «كنظرية من النظريات»، وهو يصبح مفهوم لنظرية المعرفة في فلسفة العلم، بدلا من أداة أو منهجية من اللغة العلمية. كما قال تشومسكي في عمله السابق: 
 يجب تمييز نظرية التركيب اللغوي بوضوح من دليل الإجراءات المفيدة لاكتشاف القواعد النحوية. 

## المستويات
1. كفاية الملاحظة
  - تحقق النظرية تعدادًا شاملاً ومنفصلًا لنقاط البيانات.
  - هناك حفرة لكل ملاحظة.
2. كفاية وصفية
  - تحدد النظرية رسميًا قواعد المحاسبة لجميع الترتيبات المرصودة للبيانات.
  - تنتج القواعد كل فقط التركيبات (العلاقات) الجيدة التكوين لمساحة البروتوكول.

 ... تعطي القواعد حسابًا صحيحًا للحدس اللغوي للمتحدث الأصلي، وتحدد البيانات المرصودة (على وجه الخصوص) من حيث التعميمات الهامة التي تعبر عن الانتظام الأساسي في اللغة.[3]
3. كفاية توضيحية
  - توفر النظرية خيارًا مبدئيًا بين الأوصاف المتنافسة.
  - يتعامل مع الهيكل الأساسي أقصى.
  - لديها قوة تنبؤية.

 تعنى النظرية اللغوية التي تهدف إلى الملاءمة التفسيرية بالبنية الداخلية للجهاز [أي القواعد] ؛ أي أنها تهدف إلى توفير أساس مبدئي، مستقل عن أي لغة معينة، لاختيار القواعد الوصفية المناسبة لكل لغة.[4]

ويقال أن النظريات التي لا تحقق المستوى الثالث من الملاءمة «تأخذ في الاعتبار الملاحظات»، بدلاً من «شرح الملاحظات». 
يتضمن المستويان الثاني والثالث افتراض لبخلاء أوكهامي. ويرتبط هذا بمتطلبات الحد الأدنى ،  التي وضعت على النحو بأنها نتيجة طبيعية للمستويات، ولكنها في الواقع تستخدم كبديهية. 

## السلائف في فلسفة العلم
يقترح أن نظام المستويات الذي اقترحه تشومسكي في جوانب نظرية النحو له سوابق في أعمال ديكارت، وكانط، وكارناب، وكوين، وغيرها. ومن المؤكد أن معيار الملاءمة موجود في العقلانية، تحديدا،التجريبية العقلانية، الذي يحمل بعض التشابه مع صياغة تشومسكي. 
منذ إحدى القضايا الرئيسية التي يعاملها تشومسكي في الجوانب هو افتراض الوقف الخلقي لأعضاء هيئة التدريس في اللغة البشرية، فإن الموضوع يتحول إلى أسئلة التي تتعلق بالبراءة وعلم مسبق ، حيث أنه بالرجوع إلى تلك الأسئلة، فإن المستوى الثالث من الملاءمة هو المطلوب (يجب البحث عنه). 

## ملحوظة
لا ينبغي الخلط بين هذا المفهوم وبين «مبدأ الملاءمة السببية»، الذي يشير إلى نسخة ديكارت من الحجة الوجودية لوجود الإله في تأملاته في الفلسفة الأولى . 

## فهرس
- تشومسكي، نوام. 1957. الهياكل النحوية . لاهاي: موتون.
- تشومسكي، نوام. 1964. «القضايا الحالية في النظرية اللغوية»، في Fodor ، J. A و J.J . Katz (محرران.)، بنية اللغة: قراءات في فلسفة اللغة ، إنجليوود كليفس، قاعة برنتيس: 50-118.
- تشومسكي، نوام. 1965. جوانب من نظرية النحو. كامبريدج، ماساتشوستس MIT Press.
- تشومسكي، نوام. 1995. برنامج الحد الأدنى. كامبريدج، ماساتشوستس: MIT Press.
- تشومسكي، نوام. 2000. آفاق جديدة في دراسة اللغة والعقل. كامبريدج: مطبعة جامعة كامبريدج.

## روابط خارجية
- *Boeckx, Cedric, and Norbert Hornstein.The Varying Aims of Linguistic Theory. Online version at , accessed 2006-04-19.